# Миконос
Мѝконос (на гръцки: Μύκονος) е гръцки остров, част от Цикладските острови в Бяло море.
Главен град на острова (т.нар. хора) е Миконос – една от световните перли – съчетание от специфична архитектура, невероятни рибни ресторанти, кафенета, дискотеки, клубове, бутици и магазини за подаръци. Островът се слави с нощния си живот.
Символите на острова са пеликанът Петрос (всъщност пеликаните са три) и Вятърните мелници.
В центъра на главния град има много забележителности:
- Поредица от къщи с островна архитектура, в основите на които се удрят морските вълни – известни като Малката Венеция (англ. – The Little Venice)
- Площад „Алефкандра“ с църквата и площада с рибните ресторанти
- Вятърните мелници
- Площад „Триа Пигадиа“ („Трите Чучура“)
- Летният амфитеатър
- Църквата „Парапортиани“
- Площадът пред старото пристанище

Известно е и градчето Ано Мера, където има манастир.
На близкия до Миконос остров Делос съгласно митовете, Лето родила близнаците Артемида и Аполон.
Архитектурата е специфична. Къщите са бели, кубообразни и максимум двуетажни. Уличките са тесни и се боядисват с бяла боя. През летния сезон влизането на автомобили в Хора е забранено, с изключение на тези, които имат пропуск, но такъв се вади трудно и струва скъпо. Има фирми, които дават мотопеди и бъгита (ATV) под наем. Пътуването с кола през летния сезон е трудно, защото е пълно с мотопеди и бъгита, яхнати от безгрижни тийнейджъри, които не се съобразяват с другите участници в движението.
Растителност – бугенвилея, опунция, палми, хибискус.
Има изобилие от хотели и къщи, които се дават под наем.
Забавления – плажове, магазини, ресторанти, разходки, морски екскурзии до Делос, Санторини, Крит, Парос, Наксос; гмуркане, плуване, дискотеки по плажовете и в Хора, гей клубове.
Някои плажове:
- Плати Иало
- Парадайс
- Супер Парадайс
- Елиа
- Лиа
- Кало Ливади
- Парага
- Псару бийч
- Агио Стефано
- Орно
- Панормос бийч

Между повечето от плажовете транспортът се осъществява предимно по вода.